# Совхоз № 3 «Дорурс»
 Совхоз № 3 «Дорурс» — поселок в составе Пайгармского сельского поселения Рузаевского района Республики Мордовия.

## География
Находится на расстоянии примерно 7 км на запад-северо-запад по прямой от районного центра города Рузаевка, примыкая с запада к селу Пайгарма.

## История
Поселок был основан в первые годы после Октябрьской революции как центральная усадьба совхоза «Железнодорожный», позже совхоз стал подсобным хозяйством железной дороги. В 2005 году совхоз прекратил существование по причине банкротства.

## Население
Постоянное население составляло 488 человек (русские 68 %, мордва 28 %) в 2002 году, 450 в 2010 году.